# Mr. Denton on Doomsday
Dl. Denton la Judecata de Apoi (din engleză: Mr. Denton on Doomsday) este al 3-lea episod din sezonul I al serialului original Zona crepusculară. A avut premiera la 16 octombrie 1959 pe CBS și este primul episod original Zona crepusculară care a fost retransmis la TV. Este regizat de Allen Reisner după un scenariu de Rod Serling. Rolurile principale au fost interpretate de actorii Dan Duryea, Martin Landau și Jeanne Cooper.

## Prezentare

### Introducere
| “ | Portretul unui bețiv. Numele lui este Al Denton. Un om care moare încetul cu încetul. O viață agonizantă prin labirintul de sticle. Al Denton care probabil și-ar da un braț, un picior sau chiar sufletul pentru o a doua șansă. Pentru a se ridica și a curăța noroiul de pe el și coșmarurile care îi infestează mintea. În limbajul acelor vremuri acesta este un negustor. Un om ciudat, elegant, îmbrăcat într-o redingotă. Al treilea personaj al poveștii noastre. Rolul lui probabil de a-i da o a doua șansă d-lui Denton. | ” |

### Rezumat
Al Denton este un pistolar care de mult timp nu mai este la fel de rapid cum era înainte. El a ajuns un alcoolic de care râde întreaga comunitate. Totul până când Al Denton se întâlnește cu un om misterios pe nume Henry J. Fate care îi oferă o nouă oportunitate. Acesta îi dă o poțiune  care timp de 10 secunde îl va face cel mai rapid pistolar din vestul sălbatic.  
După ce se duce vestea că și-a revenit, un tânăr pistolar îl provoacă la duel. Cei doi se rănesc reciproc la mâna cu care țin pistolul astfel încât nu vor mai putea folosi niciodată pistolul. Este dezvăluit faptul că și celălalt pistolar a primit aceeași poțiune de la Fate (Soartă). 
În ciuda situației, Al îi spune adversarului său că sunt binecuvântați pentru că nu vor mai putea folosi armele la furie.

### Concluzie
| “ | D-l Henry Fate, vânzător ambulant de ustensile și cratițe, unguente și poțiuni. Un om ciudat, elegant, îmbrăcat într-o redingotă. Capabil de a scoate un om dintr-o nenorocire și de a-l preveni pe altul ă nu alunece în ea. Pentru că așa funcționează soarta în Zona Crepusculară. | ” |

## Distribuție
- Dan Duryea -  Al Denton
- Martin Landau -  Dan Hotaling
- Jeanne Cooper -  Liz Smith
- Malcolm Atterbury - Henry J. Fate
- Doug McClure - Pete Grant
- Ken Lynch - Charlie
- Bill Erwin - om de la bar